# Astyochia cissa
Astyochia cissa là một loài bướm đêm trong họ Geometridae.